# Phare de Funchal
Le phare de Funchal est un phare situé en bout de jetée du port de Funchal sur l'île de Madère (Archipel de Madère - Portugal).
Il est géré par l'autorité maritime nationale du Portugal à Oeiras (Grand Lisbonne) .

## Histoire
C'est une tourelle cylindrique avec galerie où s'élève une petite colonne supportant le feu. La tour mesure 6 m de hut, peinte avec des bandes rouges et blanches. Il est érigé en bout de la jetée du port de Funchal, sur la côte sud de l'île.
Identifiant : ARLHS : MAD013 ; PT-637 - Amirauté : D2738 - NGA : 23728 .

### Lien connexe
- Liste des phares de Madère